# AlgorithmWatch
AlgorithmWatch est une ONG (organisation non gouvernementale) à but non lucratif fondée à Berlin en 2016-2017 pour améliorer la transparence de la gouvernance des processus de prise de décision algorithmiques utilisés pour dire, prédire ou prédéterminer les décisions humaines ou prendre des décisions automatiquement. 

## Historique
Divers chercheurs lanceurs d'alerte (ex : Dirk Helbing et Peter Seeles s'inquiètent de l'opacité liée à l'usage de certains algorithmes, estimant que quand le code informatique « fait loi », les algorithmes devraient être rendus transparents (When code is law, algorithms must be made transparent).
AlgorithmWatch a été fondée à Berlin en 2017 par Matthias Spielkamp, Katharina Anna Zweig, Lorena Jaume-Palasí et Lorenz Matzat, travaillant d'abord à inventorier ces algorithmes et leur utilisation à l'échelle du territoire allemand, tout en cherchant à traiter du sujet dans le monde.
En novembre 2020, l'association suisse AlgorithmWatch Switzerland a mis en ligne sa propre organisation, et son propre site Web.

## Objectifs & prises de position

### Lutte contre les inégalités et discriminations induites par les algorithmes
Pour AlgorithmWatch, les processus de prise de décision automatisée (dits ADM pour Automated decision-making) « évaluent [de plus en plus] notre solvabilité, fixent des prix individualisés sur les plateformes de vente au détail en ligne ou suggèrent les films à regarder. Cependant, leur utilisation ne conduit pas nécessairement à des décisions moins biaisées ».
Ces systèmes ADM peuvent perpétuer voire renforcer les inégalités et les discriminations. Les études d'AlgorithmWatch ont ainsi montré que même dans des pays supposés avancés dans ces domaines, comme l'Allemagne et l'Autriche, les offres d'emploi (publiées sur Facebook notamment) étaient présentées à différents publics sur la base de « grossiers stéréotypes », interdisant l'égalité homme-femme face à l'emploi (ex : une offre de poste d'éducateur/éducatrice était 20 fois plus susceptible d'être montré aux femmes qu'aux hommes),. L'objectif d'AlgorithmWatch est ainsi de veiller à la transparence de cette algorithme.
L'ONG, dans un projet AutoCheck (formations et guide sur les systèmes de prise de décision automatisés), veut aider les organismes de promotion de l'égalité, et notamment les centres de conseil anti-discrimination, dans leurs actions d'éducation, de conseil et de soutien envers les personnes discriminées, en leur permettant de mieux discerner la discrimination qui s'effectue à leur égard via les systèmes ADM, sans que l'on sache à ce jour comment ces personnes ou les centres de conseil peuvent traiter le problème.

### Prises de position

#### Responsabilité juridique des créateurs d'ADM
AlgorithmWatch estime dans son manifeste que tant que les procédures de prise de décision algorithmique sont des « boîtes noires » le « créateur d'ADM doit être responsable de ses résultats ».

#### Effets des processus décisionnels algorithmiques sur les comportements humains
AlgorithmWatch a également pour objectif d'analyser - en prônant les analyses transparentes et collaboratives - les effets des processus décisionnels algorithmiques sur le comportement humain, mettant en évidence des conflits éthiques,, notamment dans le monde de l'industrie numérique et de l'industrie en général qui selon AlgorithmWatch refuse de se fixer des lignes rouges, désamorçant les directives éthiques pour l'intelligence artificielle.

#### Opposition aux algorithmes de reconnaissance faciale
L'ONG s'inquiète, avec d'autres du développement des algorithmes de reconnaissance faciale automatisée dans les lieux publics ; AlgorithmWatch et AlgorithmWatch Switzerland s'inscrivent conjointement dans l'initiative citoyenne européenne (coalition d'organisations de la société civile) Reclaim Your Face demandant l'interdiction de la surveillance biométrique de masse.

#### Opposition aux algorithmes de prédiction pénitentiaire
En Espagne, la justice catalane utilise dans toutes ses prisons un algorithme RisCanvi pour l'aider à décider si un détenu emprisonné peut être libérés sur parole, mais l'outil n'est guère transparent constate AlgorithmWatch

#### Utilisation de l'intelligence artificielle dans le secteur public
Michele Loi et Matthias Spielkamp ont étudié et comparé les contenus réglementaires de 16 ensembles de lignes directrices relatives à l'utilisation de l'intelligence artificielle dans le secteur public. Au regard des exigences de l'ONG en matière de  philosophie et responsabilité de la gouvernance, les auteurs estiment que « si certaines lignes directrices font référence à des processus qui s'apparentent à un audit, il semble que le débat gagnerait à être plus clair sur la nature des droits des auditeurs et les objectifs de l'audit, également afin de développer des normes éthiquement significatives par rapport auxquelles différentes formes d'audit peuvent être évaluées et comparées ».

#### Avis sur les applications de contact-tracing utilisés durant la pandémie de Covid-19
Après que la lutte contre la pandémie de Covid-19 ait justifié la création pour les smartphones de diverses applications de recherche de contacts numériques de type Covid-tracker (environ 50 applications dont 22 dans l'UE),, l'ONG a produit une étude sur leur efficacité réelle un an après sur la base de preuves issues de la littérature scientifique et de l'utilisation réelle, concluant à des résultats, jusqu'alors encore contradictoires et à des difficultés de comparabilité.

## Financements
AlgorithmWatch est financé par plusieurs fondations allemandes dont la Fondation Bertelsmann qui vise plus de transparence et de contrôle de la société civile sur les algorithmes et leurs utilisations, la Fondation Schöpflin, et la Fondation Hans Böckler. 
AlgorithmWatch Switzerland est financé par Engagement Migros, le fonds de développement du groupe Migros, un conglomérat d'entreprises coopératives suisses de la grande distribution.